# Commedia (collection)
Pour les articles homonymes, voir Commedia.
Commedia est une collection de bandes dessinées publiée par Vents d'Ouest de 2005 à 2010 et proposant des adaptations de pièces de théâtre classiques.

## Collection
1. Les Précieuses Ridicules (2005), adapté de Molière, dessin de Simon Léturgie, couleurs de Jean Léturgie ;
2. La farce du cuvier (2005), dessin de Simon Léturgie, couleurs de Jean Léturgie ;
3. Le médecin malgré lui (2005), adapté de Molière, scénario de Virginie Cady, dessin et couleurs du Kawaii Studio ;
4. L'avare (2006), adapté de Molière, dessin et couleurs du Kawaii Studio ;
5. George Dandin (2006), adapté de  Molière, dessin de Simon Léturgie, couleurs de Julien Loïs ;
6. Dom Juan (2008), adapté de Molière, dessin de Simon Léturgie ;
7. Roméo et juliette (2008), adapté de William Shakespeare, scénario d'Hélène Marcé, dessin de David Amorin ;
8. Les Fourberies de Scapin (2010), adapté de Molière, scénario de Kogus, dessin de Grégory Saint-Félix ;